# Jim Nussle
Jim Nussle właściwie James Allen Nussle (ur. 27 czerwca 1960 w Des Moines) – amerykański polityk, członek Partii Republikańskiej.

## Działalność polityczna
W okresie od 3 stycznia 1991 do 3 stycznia 2003 przez sześć kadencji był przedstawicielem 2. okręgu, a od 3 stycznia 2003 do 3 stycznia 2007 przez dwie kadencje przedstawicielem 1. okręgu wyborczego w stanie Iowa w Izbie Reprezentantów Stanów Zjednoczonych. Od 10 września 2007 do 20 stycznia 2009 był dyrektorem Urzędu Planowania i Budżetu Stanów Zjednoczonych w administracji prezydenta George’a W. Busha.